# درخت عنبر

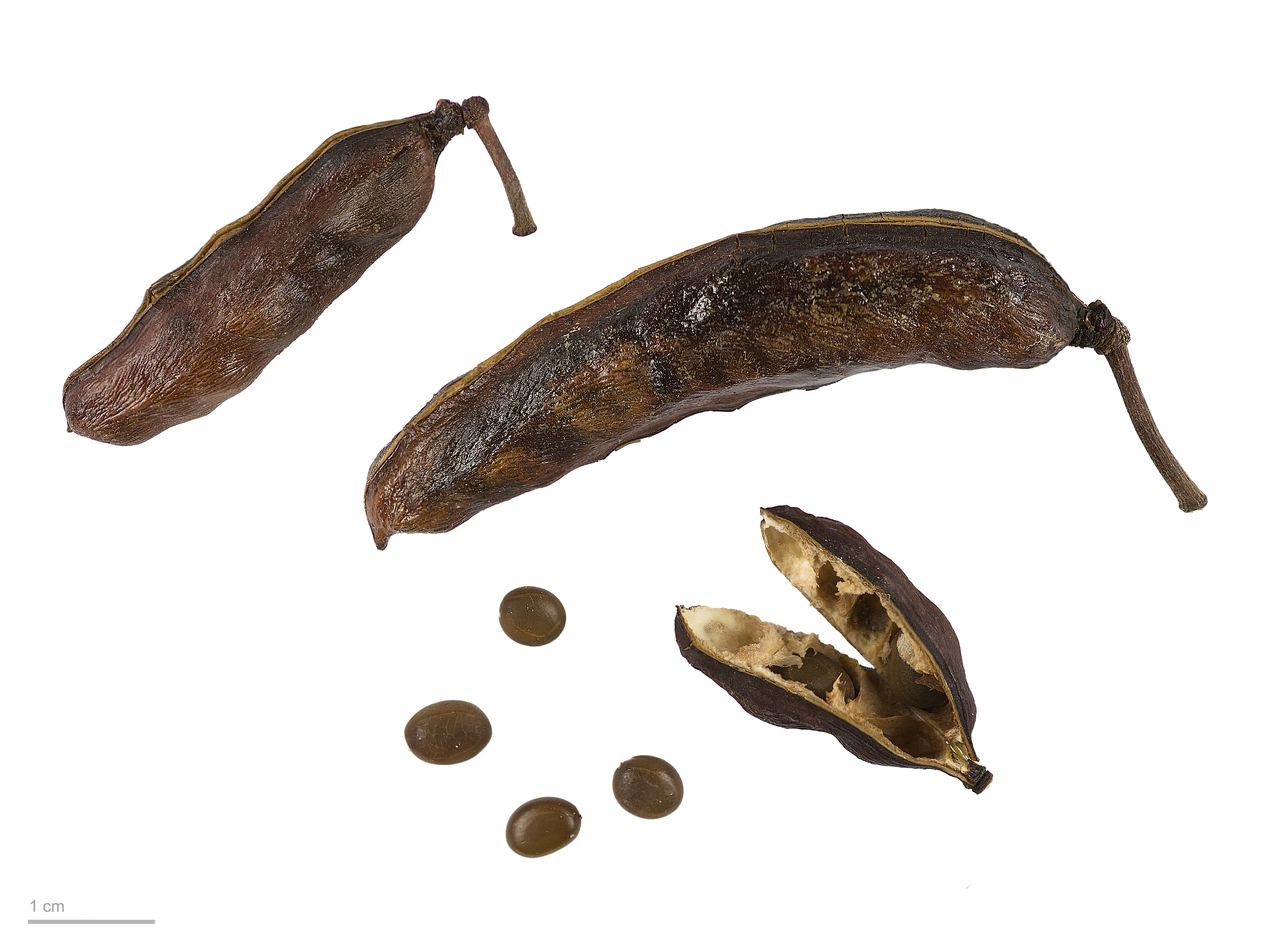
Acacia farnesiana

درخت عنبر، مُشک، باور (نام علمی: Acacia farnesiana) نام یک گونه از سرده آکاسیا است. درخت عنبر یکی از درختان کاشته شده در مناطق جنوبی ایران، (استان‌های خوزستان، هرمزگان، بلوچستان) می‌باشد.